# Милош, Предраг
Пре́драг Ми́лош (серб. Предраг Милош / Predrag Miloš; 13 мая 1955) — сербский югославский пловец, выступал за национальную сборную Югославии на всём протяжении 1970-х годов. Участник двух летних Олимпийских игр, серебряный и бронзовый призёр Средиземноморских игр, победитель и призёр многих первенств национального значения в плавании на спине.

## Биография
Предраг Милош родился 13 мая 1955 года. Активно заниматься плаванием начал с раннего детства, вместе со своим братом-близнецом Ненадом проходил подготовку в Белграде в столичном спортивном клубе «Црвена Звезда». Специализировался на плавании на спине.
Первого серьёзного успеха на взрослом международном уровне добился в сезоне 1971 года, когда вошёл в основной состав югославской национальной сборной и побывал на Средиземноморских играх в Измире, откуда привёз награду бронзового достоинства, выигранную в плавании на 100 метров на спине. Благодаря череде удачных выступлений удостоился права защищать честь страны на летних Олимпийских играх 1972 года в Мюнхене — в плавании на 100 метров на спине и на дистанции 200 метров в обоих случаях не сумел преодолеть предварительного этапа.
После мюнхенской Олимпиады Милош остался в основном составе плавательной команды Югославии и продолжил принимать участие в крупнейших международных соревнованиях. Так, в 1975 году он отправился представлять страну на Средиземноморских играх в Алжире, где стал серебряным призёром в стометровом и двухсотметровом плавании на спине, а также получил бронзу в мужской эстафете 4 × 100 метров вольным стилем. Будучи одним из лидеров югославской сборной, благополучно прошёл отбор на Олимпийские игры 1976 года в Монреале — вновь плыл на спине на дистанциях 100 и 200 метров, вновь ни в одной из этих дисциплин не добрался до полуфинальной стадии. Вскоре по окончании этих соревнований принял решение завершить спортивную карьеру.